# Эрик (мини-сериал)
«Э́рик» (англ. Eric) — британский драматический мини-сериал по сценарию Эйби Морган режиссёра Луси Форбс. Премьера состоялась на стриминговой платформе Netflix 30 мая 2024 года.

## Сюжет
Действие происходит в Нью-Йорке в 1980-е годы. Винсент (Бенедикт Камбербэтч) — кукловод в Нью-Йорке и создатель популярного детского телешоу. Однажды по дороге в школу пропадает его девятилетний сын Эдгар (Айван Моррис Хау). Убитый горем Винсент находит рисунки своего сына, на которых изображена голубая кукла-монстр по имени Эрик, и находит утешение в дружбе с этим воображаемым монстром, якобы живущим под кроватью Эдгара. Деструктивное поведение Винсента все больше отдаляет его от семьи, коллег по работе и детективов, которые разыскивают Эдгара.

## В ролях
- Бенедикт Камбербэтч — Винсент
- Айван Моррис Хау — Эдгар
- Гэби Хоффман — Кэсси Андерсон
- Маккинли Белчер III — Майкл
- Роберта Колиндрес — Ронни
- Джефф Хэфнер — Ричард Костелло
- Уэйд Аллен-Маркус — Алекс
- Дэн Фоглер — Ленни
- Кларк Питерс — Джордж Ловетт
- Фиби Николлс — Энн Андерсон
- Дэвид Денман — Крипп
- Бамар Кейн — Юсуф
- Эдиперо Одуйе — Сесили
- Алексис Молнар — Рая

## Эпизоды
| № | Название   | Режиссёр   | Автор сценария | Дата премьеры |
| - | ---------- | ---------- | -------------- | ------------- |
| 1 | «1 эпизод» | Луси Форбс | Эйби Морган    | 30 мая 2024   |
| 2 | «2 эпизод» | Луси Форбс | Эйби Морган    | 30 мая 2024   |
| 3 | «3 эпизод» | Луси Форбс | Эйби Морган    | 30 мая 2024   |
| 4 | «4 эпизод» | Луси Форбс | Эйби Морган    | 30 мая 2024   |
| 5 | «5 эпизод» | Луси Форбс | Эйби Морган    | 30 мая 2024   |
| 6 | «6 эпизод» | Луси Форбс | Эйби Морган    | 30 мая 2024   |

## Производство
В ноябре 2021 года компания Netflix заказала производство пяти британских телесериалов, в том числе «Эрик» по сценарию Эйби Морган.
Режиссёром мини-сериала, который состоит из шести эпизодов, стала Луси Форбс, продюсером — Холли Пуллинджер. Главную роль в «Эрике» сыграл Бенедикт Камбербэтч.
В феврале 2023 года стало известно, что помимо Камбербэтча в мини-сериале снимутся Айван Моррис Хау, Гэби Хоффман, Маккинли Белчер III, Роберта Колиндрес, Джефф Хэфнер, Уэйд Аллен-Маркус, Дэн Фоглер, Кларк Питерс, Фибе Николлс, Дэвид Денман, Бамар Кейн, Адеперо Одуйе и Алексис Молнар.
Съёмки начались в начале 2023 года и прошли в Будапеште и Нью-Йорке. Премьера состоялась 30 мая 2024 года.

## Восприятие
На сайте-агрегаторе рецензий Rotten Tomatoes рейтинг мини-сериала составляет 72 % на основании 29 обзоров критиков со средней оценкой 6,4 из 10. На сайте-агрегаторе рецензий Metacritic рейтинг сериала составляет 62 балла из 100 возможных на основании 23 обзоров критиков, что соответствует в «целом положительным» отзывам.